# Санта-Еулалія-де-Оскос
Санта-Еулалія-де-Оскос (ісп. Santa Eulalia de Oscos, галісійсько-астурійською Santalla d'Ozcos) — муніципалітет в Іспанії, у складі автономної спільноти Астурія. Населення — 515 осіб (2009).

## Географія
Муніципалітет розташований на відстані близько 420 км на північний захід від Мадрида, 95 км на захід від Ов'єдо.
Муніципалітет складається з таких паррокій: Лос-Ам'єйрос, Барсія, Баррейрас, Браньявелья, Бускеймадо, Карадухе, Феррейра, Феррейрела, Феррерія, Лінерас, Масоново, Мільярадо, Муріас, Ноніде, Парада, Пейсайс, Перульєйра, Поусадойро, Ель-Пуенте, Пумарес, Кінта, Кінтела, Сан-Хуліан, Сангуньєдо, Санта-Еулалія-де-Оскос, Сарседа, Соуто, Соутон, Суальєйро, Тальядас, Тейхейра, Ла-Трапа, Тресваедо, Вага-дас-Канселас, Ла-Валія, Вега-дель-Карро, Вентосо, Вільямартін.

## Демографія
Динаміка населення (INE ):

## Галерея зображень

Розташування муніципалітету